# 3395 Джітка
3395 Джітка (3395 Jitka) — астероїд головного поясу, відкритий 20 жовтня 1985 року.
Тіссеранів параметр щодо Юпітера — 3,323.